# Lijst van voetbalinterlands Mauritanië - Zuid-Jemen
Deze lijst van voetbalinterlands is een overzicht van alle officiële voetbalwedstrijden tussen de nationale teams van Mauritanië en Zuid-Jemen. De landen hebben een keer tegen elkaar gespeeld. Dat was een wedstrijd tijdens de Pan-Arabische Spelen 1976 op 12 oktober 1976 in Damascus (Syrië).

## Wedstrijden
| № | Plaats   | Datum           | Competitie                | Wedstrijd               | Uitslag |
| - | -------- | --------------- | ------------------------- | ----------------------- | ------- |
| 1 | Damascus | 12 oktober 1976 | Pan-Arabische Spelen 1976 | Zuid-Jemen − Mauritanië | 2 − 0   |

## Samenvatting
| Competitie           | Totaal gespeeld | Winst Mauritanië | Gelijk | Winst Zuid-Jemen | Doelsaldo Mauritanië – Zuid-Jemen |
| -------------------- | --------------- | ---------------- | ------ | ---------------- | --------------------------------- |
| Pan-Arabische Spelen | 1               | 0                | 0      | 1                | 0 − 2                             |
| Totaal               | 1               | 0                | 0      | 1                | 0 − 2                             |

FFRIM · A-internationals · Mauritaans vrouwenelftal
1960 – 1969 · 
1970 – 1979 · 
1980 – 1989 · 
1990 – 1999 · 
2000 – 2009 · 
2010 – 2019 ·
2020 − 2029
Algerije ·
Angola ·
Bahrein ·
Benin ·
Botswana ·
Burkina Faso ·
Burundi ·
Canada ·
Centraal-Afrikaanse Republiek ·
Comoren ·
Congo-Brazzaville ·
Congo-Kinshasa ·
Equatoriaal-Guinea ·
Egypte ·
Ethiopië ·
Gabon ·
Gambia ·
Guinee ·
Guinee-Bissau ·
Irak ·
Ivoorkust ·
Jemen ·
Jordanië ·
Kaapverdië ·
Kameroen ·
Kenia ·
Lesotho ·
Libanon ·
Liberia ·
Libië ·
Madagaskar ·
Mali ·
Marokko ·
Mauritius ·
Mozambique ·
Niger ·
Oeganda ·
Oman ·
Palestina ·
Rwanda ·
Saoedi-Arabië ·
Senegal ·
Sierra Leone ·
Soedan ·
Somalië ·
Syrië ·
Tanzania ·
Togo ·
Tunesië ·
Verenigde Arabische Emiraten ·
Zambia ·
Zimbabwe ·
Zuid-Afrika ·
Zuid-Jemen ·
Zuid-Soedan
Algerije ·
Bahrein ·
Egypte ·
Ethiopië ·
Guinee ·
Indonesië ·
Irak ·
Iran ·
Japan ·
Jordanië ·
Marokko ·
Mauritanië ·
Saoedi-Arabië ·
Syrië ·
Tunesië ·
Zuid-Korea